# Conseil national des droits de l'Homme (Maroc)
 (septembre 2015).
Le Conseil national des droits de l'Homme, (anciennement Le Conseil consultatif des droits de l'Homme de 1990 à 2011), est l’institution nationale chargée de la promotion et de la protection des droits de l'Homme au Royaume du Maroc, crée le 20 avril 1990.

## Historique
Créée en mars 2011 en remplacement du Conseil consultatif des droits de l’Homme, créé en 1990, le CNDH élabore des rapports annuels sur la situation des droits de l’Homme qu’il présente devant les deux chambres du parlement. Il élabore également des rapports thématiques sur des questions spécifiques des droits de l’Homme et effectue des visites aux différents lieux de privation de liberté.
Doté de treize commissions régionales, le Conseil observe la situation des droits de l’Homme dans les différentes régions du Maroc et peut intervenir par anticipation chaque fois qu’il s’agit d’un cas de tension qui pourrait aboutir à une violation individuelle ou collective des droits de l’Homme. Le Conseil national des droits de l’Homme est une institution accréditée au statut A par le Comité international de coordination des institutions nationales des droits de l’Homme, depuis 2002.

## Prérogatives
Le CNDH est doté de prérogatives plus larges et d’attributions aussi bien au niveau national et régional qui lui garantissent plus d’indépendance et d’impact dans la protection et la défense des droits de l’Homme.
En matière de protection et défense des droits de l’Homme et libertés le CNDH
- Veille à l’observation, à la surveillance et au suivi de la situation des droits de l’Homme aux niveaux national et régional ;
- Surveille les cas de violations et peut procéder aux investigations et enquêtes nécessaires ;
- Élabore des rapports sur ses observations et investigations et les soumet aux autorités compétentes accompagnées des recommandations y relatives ;
- Le CNDH, peut dans le cadre des missions qui lui sont dévolues et en coordination avec les autorités concernées, intervenir par anticipation et urgence chaque fois qu’il s’agit d’un cas de tension qui pourrait aboutir à une violation individuelle ou collective des droits de l’Homme ;
- Contribue à la mise en œuvre des mécanismes prévus par les conventions internationales relatives aux droits de l’Homme auquel le Maroc a adhéré ;
- Effectue des visites aux lieux de détention et aux établissements pénitentiaires, les centres de protection de l’enfance et de la réinsertion, les établissements hospitaliers spécialisés dans le traitement des maladies mentales et psychiques et aux lieux de rétention des étrangers en situation irrégulière et élabore des rapports sur les visites et les soumets aux autorités compétentes ;
- Examine et étudie l’harmonisation des textes législatifs et réglementaires en vigueur avec les conventions internationales des droits de l’homme et au droit international humanitaire et propose les recommandations qu’il juge opportune aux autorités gouvernementales ;
- Contribue à l’élaboration des rapports du gouvernement à soumettre aux organes de traités ;
- Apporte conseil et assistance au parlement et gouvernement en matière d’harmonisation des projets ou propositions de lois avec les conventions internationales, sur leur demande ;
- Encourage l’adhésion du Maroc aux conventions internationales des droits de l’Homme et au droit international humanitaire.

En matière de promotion des droits de l’Homme, le CNDH
- Veille à la promotion des principes et des règles du droit international humanitaire et œuvre à leur consolidation ;
- Contribue par tous les moyens à la promotion de la culture des droits de l’Homme et de la citoyenneté ;
- Soumet à Sa Majesté des rapports annuels et thématiques sur les droits de l’Homme ;
- Présente devant chacune des deux chambres du parlement le contenu des rapports. Le rapport annuel sur la situation des droits de l’Homme et les perspectives d’action du Conseil est publié dans le bulletin officiel.

Le CNDH est doté aussi de compétences en matière de droit international humanitaire. Ainsi, en coordination avec les autorités concernées, il veille à la coordination des activités des différentes autorités, fait le suivi de l’application des conventions internationales auxquelles le Maroc a adhéré, contribue au programme de formation et de sensibilisation y relatif et développe les relations de coopération et de partenariat en vue de favoriser l’échange d’expertise avec le comité international de la croix rouge et toutes les instances concernées par le droit international humanitaire.

## Membres du CNDH
Outre son président et son secrétaire général, le CNDH se compose de trente membres, le Médiateur du Royaume et les présidents des commissions régionales.
Les membres du Conseil sont répartis selon les catégories suivantes :
- Huit membres choisis par Sa Majesté le Roi parmi les personnalités reconnues pour leur grande expertise et leur apport méritoire, à l’échelle nationale et internationale, en matière de protection et de promotion des droits de l’Homme;
- Onze membres proposés par les organisations non gouvernementales actives dans le domaine des droits de l’Homme, y compris les associations spécialisées dans les domaines liés aux droits civils, politiques, économiques, sociaux, culturels et environnementaux, ainsi qu’aux droits de la femme, de l'enfant, des personnes en situation de handicap et du consommateur;
- Huit membres dont la candidature est portée par les présidents des deux chambres du Parlement et ce, sur proposition des instances suivantes :
  - Pour le Président de la Chambre des représentants : deux membres choisis parmi les parlementaires après consultation des groupes parlementaires ; deux membres choisis parmi les experts marocains exerçant au sein des instances internationales concernées par les droits de l’Homme ;
  - Pour le Président de la Chambre des conseillers : quatre membres proposés par le ou les organismes respectivement représentatifs des professeurs universitaires et des journalistes professionnels, l’Ordre national des médecins et l’Association des barreaux du Maroc ;
- deux membres proposés par les instances institutionnelles religieuses supérieures ;
- et un membre proposé par l’Amicale Hassania des magistrats.

### Groupes de travail
En vertu des articles 44 et 45 du Dahir portant sa création, le Conseil national des droits de l’Homme procède à la création de groupes de travail permanents et de comités spécialisés.
Le règlement intérieur du CNDH définit les groupes de travail permanents suivants :
- Le groupe de travail chargé de la parité, la non-discrimination et des nouvelles générations de droits de l’Homme ;
- Le groupe de travail chargé du monitoring et de la protection des droits de l’Homme ;
- Le groupe de travail chargé des relations internationales, des partenariats et de la coopération ;
- Le groupe de travail chargé de la promotion de la culture des droits de l’Homme et la consolidation de la construction démocratique ;
- Le groupe de travail chargé de l’évaluation et du suivi des politiques publiques dans les domaines des droits de l’Homme et de l’harmonisation des législations.

## Treize commission régionales
Le CNDH est doté de compétences régionales à travers des commissions régionales des droits de l’Homme dont les présidents sont nommés par Dahir.
Le Conseil national des droits de l’Homme, est une des premières institutions nationales des droits de l’Homme à travers le monde à s’être doté de structures régionales. Conformément au Dahir  1-11-19 du 1er mars 2011, le Conseil dispose de treize commissions  régionales.

### Mandat et missions des Commissions
Les Commissions régionales des droits de l’Homme (CRDH) ont pour missions d’assurer le suivi et le contrôle de la situation des droits de l’Homme au niveau régional, et recevoir les plaintes relatives aux allégations de violations des droits de l’Homme qui leur sont adressées. Elles élaborent des rapports spéciaux ou périodiques sur les mesures prises pour le traitement des affaires et des plaintes à caractère régional ou local.
Les commissions assurent également  la mise en œuvre des programmes et des projets du Conseil en matière de promotion des droits de l’Homme, et ce, en étroite collaboration avec tous les acteurs concernés au niveau de la région, dont notamment les associations œuvrant dans le domaine des droits de l’Homme et les observatoires régionaux des droits de l’Homme.
Les CRDH contribuent, sous la supervision du Conseil, à encourager et à faciliter la création des observatoires régionaux des droits de l’Homme regroupant en leur sein les associations et les personnalités actives dans le domaine des droits de l’Homme, issues de différents courants intellectuels et culturels et ayant apporté des contributions méritoires à la consolidation des valeurs de la citoyenneté responsable. Ces observatoires assurent le suivi de l’évolution des droits de l’Homme au niveau régional.

### Composition
Outre son président et  le  délégué régional de l'Institution du Médiateur, chaque commission régionale se compose de membres proposés par les corps représentatifs régionaux des magistrats, des avocats, des médecins, des oulémas et des journalistes professionnels, des associations et des observatoires régionaux des droits de l’Homme et de personnalités actives dans le domaine de la protection et de la promotion des droits de l’Homme.
Les membres des commissions régionales sont nommés par le Conseil, sur proposition de son président, et ce, au vu des candidatures que le président de la commission régionale lui soumet.
Les membres des CRDH sont choisis parmi les personnalités notoirement connues pour leur apport émérite en faveur de la protection et de la promotion de ces droits, pour leur compétence et leur expertise.
Le règlement intérieur du Conseil fixe les modalités de composition des commissions régionales, le nombre de leurs membres, leurs attributions, leur organisation et leurs modalités de fonctionnement.

## Publications

### Rapports annuels
- Rapport présenté par le Président du Conseil national des droits de l’Homme devant les deux Chambres du Parlement (2014)

### Rapports thématiques
- Conclusions et recommandations du rapport : Étrangers et droits de l’Homme au Maroc: pour une politique d’asile et d’immigration radicalement nouvelle
- Enfants dans les centres de sauvegarde : une enfance en danger, pour une politique de protection intégrée de l’enfant
- La crise des prisons, une responsabilité partagée : 100 recommandations pour la protection des droits des détenu-e-s
- Santé mentale et droits de l'Homme : l'impérieuse nécessité d'une nouvelle politique

### Mémorandums
- La protection et à la promotion des droits des personnes en situation de handicap
- Droits de l'Homme et La lutte contre le terrorisme
- Les conditions d’emploi des travailleurs domestiques
- La loi organique relative à l’exception d’inconstitutionnalité
- La loi organique relative à la Cour constitutionnelle
- Mémorandum sur le Code de justice militaire Dahir no 1-56-270
- La mise en place de l’Autorité pour la parité et la lutte contre toutes les formes de discrimination

### Études
- Réflexion sur la mise en place au Maroc d’un Mécanisme national de prévention de la torture
- Étude sur les activités médico-légales au Maroc
- Vers la mise en place d'un mécanisme de recours et de suivi des droits de l'enfant au Maroc

### Contribution au débat public
- 45 recommandations pour des élections plus inclusives et plus proches des citoyens
- La lutte contre les violences à l’encontre des femmes
- Code de la presse et de l’édition
- Pour un droit égal et équitable à l'éducation et à la formation
- Les peines alternatives
- Propositions du CNDH relatives à l’avant projet de loi du code de procédure pénale

### Rapport de l'Instance Équité et Réconciliation (IER)
- Volume 1 : Vérité, Équité et Réconciliation
- Volume 2 : Vérité et responsabilité des violations
- http://cndh.ma/sites/default/files/documents/rapport_franc_ais_3_ok.pdf Volume 3 : La réparation des préjudices]
- Volume 4 : Éléments de consolidation des réformes et de la réconciliation
- Volume 5 : Organisation du travail et activités de l'Instance
- Annexe : Étude sur l’État de santé des victimes de violations graves des droits de l'Homme
- Synthèse du rapport final de l'IER

## Textes de référence
- Dahir portant création du Conseil National des droits de l'Homme
- Les principes de Paris